# David Bursztein
Pour les articles homonymes, voir Bursztein.
David Bursztein, né le 8 mai 1963 à Bruxelles, est un comédien, chanteur, auteur-compositeur-interprète et metteur en scène français.

## Biographie
David Bursztein est comédien, chanteur et metteur en scène depuis 1984. Auparavant, il suit les cours du Centre dramatique national des Alpes avec Abbès Faraoun en 1983.
Il est comédien au Centre dramatique national des Alpes sous la direction de Georges Lavaudant de 1984 à 1986, au Théâtre national populaire de Villeurbanne sous la direction de Georges Lavaudant de 1986 à 1996, puis pensionnaire à la Comédie-Française sous la direction d'Antoine Vitez de 1989 à 1990.
En 1991, il incarne le personnage du jeune peintre Nicolas dans le film La Belle Noiseuse de Jacques Rivette.
Il fonde la compagnie musicale Life is not a picnic en 1995 à Grenoble, puis de cette production naît le spectacle Welt.

## Théâtre
- 1984 : Richard III de William Shakespeare, mise en scène Georges Lavaudant, Festival d'Avignon
- 1985 : Les Trois Sœurs d'Anton Tchekhov, mise en scène Ariel Garcia-Valdès, Maison de la Culture de Grenoble
- 1987 : Dans la jungle des villes de Bertolt Brecht, mise en scène Georges Lavaudant, Théâtre de la Ville, TNP
- 1987 : Baal de Bertolt Brecht, mise en scène Georges Lavaudant, Théâtre de la Ville, TNP
- 1988 : Veracruz de Georges Lavaudant, mise en scène de l'auteur, TNP Villeurbanne
- 1988 : Un caprice d'Alfred de Musset, mise en scène Patrick Zimmerman
- 1990 : Platonov d'Anton Tchekhov, mise en scène Georges Lavaudant, TNP Villeurbanne, Théâtre de la Ville, Théâtre de Nice
- 1992 : Terra Incognita de Georges Lavaudant, mise en scène de l'auteur, Festival d'Avignon, Théâtre de Nice, Odéon-Théâtre de l'Europe
- 1992 : Conférence-problèmes sexuels (réservé aux hommes, entrée strictement interdite aux personnes de sexe féminin) de Slawomir Mrozek, mise en scène Claire Truche
- 1993 : Un chapeau de paille d'Italie d'Eugène Labiche, mise en scène Georges Lavaudant, TNP Villeurbanne, Théâtre des Treize Vents, Théâtre de la Ville
- 1994 : Le Comte Öderland de Max Frisch, mise en scène Catherine Marnas, Festival d'Alba-la-Romaine
- 1995 : Pygmées de Serge Sandor, mise en scène Patrick Pineau
- 1996 : Élément moins performant de Peter Turrini, mise en scène Patrick Le Mauff
- 1996 : Les Œuvres complètes de Billy le kid de Michael Ondaatje, mise en scène Franck Hoffman
- 1997 : Un chapeau de paille d'Italie de Eugène Labiche, mise en scène Georges Lavaudant, Odéon-Théâtre de l'Europe
- 1998 : Et Vian ! En avant la zique ! de Boris Vian, mise en scène Laurent Pelly
- 1998 : Varietà (d'après Ogni anno punto d'Eduardo De Filippo), écrit, mis en scène et interprété par Serge Papagalli
- 2000 : C’est pas la vie ? d'après Sophie Chérer, mise en scène Laurent Pelly
- 2003 : Encore plus de gens d’ici de Serge Valetti, avec Christian Mazucchini
- 2003 : Les Barbares de Maxime Gorki, mise en scène Patrick Pineau, Odéon-Théâtre de l'Europe
- 2004 (mars) : Don Juan project de Leïla Sebbar et Zoé Valdés, mise en scène Francis Aiqi
- 2004 (décembre) : Néron et compagnie de Serge Papagalli et Pierre-David Cavaz, mise en scène Serge Papagalli assisté de David Bursztein
- 2005-2006 : Les Boutiques de cannelle de Bruno Schulz, mise en scène Wladyslaw Znorko
- 2007 : La Célestine de Fernando de Rojas, mise en scène Françoise Coupat
- 2008 : Jusqu'au bout de l'horizon, mise en scène Wladyslaw Znorko. Avec la troupe de Tyumen (Russie)
- 2009 : Arrêtez le monde je voudrais descendre, mise en scène Igor (Benoît Gonin), avec Dromesko
- 2009 : Mon Golem, écrit et mise en scène Wladyslaw Znorko
- 2010 : La Noce de Bertolt Brecht, mise en scène Patrick Pineau
- 2011 : Le Suicidé de Nikolaï Erdman, mise en scène Patrick Pineau, Festival d'Avignon, Maison de la Culture de Bourges, Théâtre Vidy-Lausanne, tournée
- 2012 : Le Suicidé de Nikolaï Erdman, mise en scène Patrick Pineau, MC93 Bobigny, Théâtre du Nord, Théâtre des Célestins, tournée
- 2013 : Sale A out de S. Valeti, mise en scène Patrick Pineau
- 2013-2014 : Cyrano de Bergerac d'Edmond Rostand, mise en scène Georges Lavaudant
- 2015 : « k-Rio-K » de Rémy Kolpa Kopoul, mise en scène Lukas Hemleb
- depuis 2016, il se consacre à ses propres projets

## Filmographie

### Cinéma
- 1979 : Démons de midi de Christian Paureilhe
- 1985 : Régime sans pain de Raúl Ruiz
- 1985 : L'Aube de Miklós Jancsó
- 1986 : Richard III de Raúl Ruiz : le marquis de Dorset
- 1990 : Aux yeux du monde d'Éric Rochant : joueur de babyfoot
- 1991 : La Belle Noiseuse de Jacques Rivette : Nicolas
- 2008 : L'Ennemi public no 1 de Jean-François Richet : le tireur d'élite gradé
- Tourne sous la direction de Pavel Lounguine (au Chiapas, Mexique)

### Télévision
- 1995 : Les Cordier, juge et flic, saison 3, épisode 3, Bébé en cavale : Imbert
- 1998 : Wij Alexander (mini-série), épisodes 6 et 7 : Pierre
- 2009 : Avocats et Associés, saison 14, épisode 2, L'Aveu : avocat Ferrard
- 2009 : Section de recherches, saison 3, épisode 10, Le Droit Chemin : Serge Casarès
- 2023 : Le Voyageur, saison 2, épisode 6, La Forêt perchée : père de Delphine Menigoz

## Auteur-compositeur, créateur et metteur en scène
Création et composition des spectacles et des chansons de la compagnie musicale Life is not a picnic qu'il a créée en 1995 à Grenoble :
- À part ça, ça va, 1996 (tournée française)
- Parlami d’Amor, 1999 (tournée française)
- Mexiconaporicain, 2001 (tournée française)
- Melting Pot, 2004 (tournées française et russes depuis 2004, Chine en 2011)
- Lost, 2005 (tournée française)
- Opus Pocus, 2007 (tournée française)
- Music'olio, 2008 (tournée française)
- Tu m'en liras tant, 2010 (tournée française)
- Balagan, 2010 (tournée française et russe)
- Welt, 2012 - 2013 (tournée française) 2014 (Les nuits de Fourvière, Pologne, Festival d'Avignon) 2015 (Théâtre Le Lucernaire, Paris, New York, Suisse)

## Assistant metteur en scène
- Cabaret KValentin de Catherine Marnas
- Néron et compagnie écrit et interprété par Serge Papagalli.
- DVD Papagalli fait son cinéma, assistant à la réalisation du DVD.